# Esperança do Amanhecer
Esperança do Amanhecer é uma canção do gênero católico que foi composta para ser o hino da Jornada Mundial da Juventude de 2013, realizada entre 23 e 28 de julho no Rio de Janeiro, Brasil. O lançamento do hino ocorreu na Paróquia Nossa Senhora da Conceição, em Santa Cruz. Seu nome inicial seria Cruz da Esperança, tendo seu título mudado posteriormente.
A gravação do clip da música ocorreu no morro do Pão de Açúcar, junto à estátua do Cristo Redentor, e contou com a participação de grandes nomes da música católica brasileira, como Guilherme de Sá, da banda Rosa de Saron; Walmir Alencar, do ministério de música Adoração e Vida; Adriana Arydes; Eliana Ribeiro; Olívia Ferreira e Leandro Souza. Além do Cristo Redentor, o vídeo também mostra imagens de outras partes da cidade do Rio de Janeiro.
O hino, de autoria do padre José Cândido, foi eleito por meio de um concurso. O padre contou que escreveu o hino motivado por amigos e inspirado nas belezas da cidade, no Cristo Redentor e no próprio tema da JMJ. "O que me inspirou, em primeiro lugar, foi o tema da jornada, um tema muito rico: 'Ide e fazei discípulos entre todas as nações', ligado à Conferência de Aparecida: discípulos e missionários. Então, acho que essa temática é muito rica e me inspirei baseado nela, nos textos bíblicos e também na alegria e no entusiasmo dos jovens". O sacerdote disse ter ficado feliz quando soube que foi o vencedor do concurso.
Após lançada, a canção ganhou tradução e versões em diversos outros idiomas, tais como: árabe, português europeu, espanhol, inglês, italiano, alemão, maltês, eslovaco, coreano, filipino, polonês, malgaxe, indonésio, esloveno, vietnamita e francês. Também foram lançadas versões em outros gêneros musicais, como samba, latino, litúrgica, rock, etc.